# Kristin Haynie
Kristin Lynne Haynie (Mason, 17 de junio de 1983) es una exbaloncestista estadounidense de la Women's National Basketball Association (WNBA) que ocupaba la posición de base; actualmente trabaja como técnico asistente en los Central Michigan.
Fue reclutada por los Sacramento Monarchs en la 9° posición de la primera ronda del Draft de la WNBA de 2005, equipo donde militó hasta 2007 cuando pasa a formar parte de Atlanta Dream (2008) y Detroit Shock (2009) para volver a los Sacramento Monarchs a fines de 2009; después, fue reclutada por los Washington Mystics (2010). Además, ha jugado por los TEO Vilnius (2006-2007; 2007-2008), CSKA Volgaburmash (2007), Paleo Faliro (2008-2009), Libertas Trogylos Basket (2009-2010) y Geas Basket (2010-2012). Como técnico asistente, se ha desempeñado en los Eastern Michigan (2012–2014) y Central Michigan (2014–presente)

## Estadísticas

### Totales
| Año                                                                                              | Equipo | J   | JI | MJ   | TC  | ITC | TC%  | 3P | 3PA | 3P%  | 2P  | 2PA | 2P%  | TL | ITL | TL%  | RBO | RBD | RBT | AST | STL | BLK | TOV | PF  | PTS |
| ------------------------------------------------------------------------------------------------ | ------ | --- | -- | ---- | --- | --- | ---- | -- | --- | ---- | --- | --- | ---- | -- | --- | ---- | --- | --- | --- | --- | --- | --- | --- | --- | --- |
| 2005                                                                                             | SAC    | 30  | 0  | 434  | 40  | 117 | .342 | 5  | 32  | .156 | 35  | 85  | .412 | 19 | 23  | .826 | 19  | 43  | 62  | 43  | 33  | 1   | 35  | 41  | 104 |
| 2006                                                                                             | SAC    | 34  | 0  | 476  | 55  | 151 | .364 | 9  | 30  | .300 | 46  | 121 | .380 | 21 | 25  | .840 | 20  | 47  | 67  | 68  | 27  | 2   | 46  | 50  | 140 |
| 2007                                                                                             | SAC    | 34  | 2  | 545  | 48  | 136 | .353 | 22 | 45  | .489 | 26  | 91  | .286 | 8  | 10  | .800 | 8   | 29  | 37  | 70  | 18  | 6   | 68  | 43  | 126 |
| 2008                                                                                             | ATL    | 33  | 3  | 486  | 30  | 95  | .316 | 10 | 32  | .313 | 20  | 63  | .317 | 24 | 32  | .750 | 15  | 41  | 56  | 82  | 30  | 4   | 47  | 41  | 94  |
| 2009                                                                                             | TOT    | 29  | 3  | 317  | 33  | 88  | .375 | 8  | 28  | .286 | 25  | 60  | .417 | 17 | 21  | .810 | 8   | 32  | 40  | 29  | 27  | 1   | 25  | 27  | 91  |
| 2009                                                                                             | DET    | 20  | 2  | 161  | 17  | 40  | .425 | 3  | 13  | .231 | 14  | 27  | .519 | 7  | 9   | .778 | 5   | 20  | 25  | 11  | 14  | 0   | 10  | 14  | 44  |
| 2009                                                                                             | SAC    | 9   | 1  | 156  | 16  | 48  | .333 | 5  | 15  | .333 | 11  | 33  | .333 | 10 | 12  | .833 | 3   | 12  | 15  | 18  | 13  | 1   | 15  | 13  | 47  |
| Carrera                                                                                          |        | 160 | 8  | 2258 | 206 | 587 | .351 | 54 | 167 | .323 | 152 | 420 | .362 | 89 | 111 | .802 | 70  | 192 | 262 | 292 | 135 | 14  | 221 | 202 | 555 |
| Notas: J=Juegos; JI=Juegos iniciales; MJ=Minutos jugados; ITC=Intentos de TC; ITL=Intentos de TL |        |     |    |      |     |     |      |    |     |      |     |     |      |    |     |      |     |     |     |     |     |     |     |     |     |

### Por juego
| Año                                                                                              | Equipo | J   | JI | MJ   | TC  | ITC | TC%  | 3P  | 3PA | 3P%  | 2P  | 2PA | 2P%  | TL  | ITL | TL%  | RBO | RBD | RBT | AST | STL | BLK | TOV | PF  | PTS |
| ------------------------------------------------------------------------------------------------ | ------ | --- | -- | ---- | --- | --- | ---- | --- | --- | ---- | --- | --- | ---- | --- | --- | ---- | --- | --- | --- | --- | --- | --- | --- | --- | --- |
| 2005                                                                                             | SAC    | 30  | 0  | 14.5 | 1.3 | 3.9 | .342 | 0.2 | 1.1 | .156 | 1.2 | 2.8 | .412 | 0.6 | 0.8 | .826 | 0.6 | 1.4 | 2.1 | 1.4 | 1.1 | 0.0 | 1.2 | 1.4 | 3.5 |
| 2006                                                                                             | SAC    | 34  | 0  | 14.0 | 1.6 | 4.4 | .364 | 0.3 | 0.9 | .300 | 1.4 | 3.6 | .380 | 0.6 | 0.7 | .840 | 0.6 | 1.4 | 2.0 | 2.0 | 0.8 | 0.1 | 1.4 | 1.5 | 4.1 |
| 2007                                                                                             | SAC    | 34  | 2  | 16.0 | 1.4 | 4.0 | .353 | 0.6 | 1.3 | .489 | 0.8 | 2.7 | .286 | 0.2 | 0.3 | .800 | 0.2 | 0.9 | 1.1 | 2.1 | 0.5 | 0.2 | 2.0 | 1.3 | 3.7 |
| 2008                                                                                             | ATL    | 33  | 3  | 14.7 | 0.9 | 2.9 | .316 | 0.3 | 1.0 | .313 | 0.6 | 1.9 | .317 | 0.7 | 1.0 | .750 | 0.5 | 1.2 | 1.7 | 2.5 | 0.9 | 0.1 | 1.4 | 1.2 | 2.8 |
| 2009                                                                                             | TOT    | 29  | 3  | 10.9 | 1.1 | 3.0 | .375 | 0.3 | 1.0 | .286 | 0.9 | 2.1 | .417 | 0.6 | 0.7 | .810 | 0.3 | 1.1 | 1.4 | 1.0 | 0.9 | 0.0 | 0.9 | 0.9 | 3.1 |
| 2009                                                                                             | DET    | 20  | 2  | 8.1  | 0.9 | 2.0 | .425 | 0.2 | 0.7 | .231 | 0.7 | 1.4 | .519 | 0.4 | 0.5 | .778 | 0.3 | 1.0 | 1.3 | 0.6 | 0.7 | 0.0 | 0.5 | 0.7 | 2.2 |
| 2009                                                                                             | SAC    | 9   | 1  | 17.3 | 1.8 | 5.3 | .333 | 0.6 | 1.7 | .333 | 1.2 | 3.7 | .333 | 1.1 | 1.3 | .833 | 0.3 | 1.3 | 1.7 | 2.0 | 1.4 | 0.1 | 1.7 | 1.4 | 5.2 |
| Carrera                                                                                          |        | 160 | 8  | 14.1 | 1.3 | 3.7 | .351 | 0.3 | 1.0 | .323 | 1.0 | 2.6 | .362 | 0.6 | 0.7 | .802 | 0.4 | 1.2 | 1.6 | 1.8 | 0.8 | 0.1 | 1.4 | 1.3 | 3.5 |
| Notas: J=Juegos; JI=Juegos iniciales; MJ=Minutos jugados; ITC=Intentos de TC; ITL=Intentos de TL |        |     |    |      |     |     |      |     |     |      |     |     |      |     |     |      |     |     |     |     |     |     |     |     |     |